# نجوا (مجموعه تلویزیونی)
نجوا مجموعهٔ تلویزیونی ایرانی، تهیه شده در گروه فیلم و سریال شبکه یک سیما، محصول سال ۱۳۹۷ است. این مجموعه به نویسندگی و تهیه کنندگی سعید شاهسواری و کارگردانی ابراهیم شیبانی تهیه شده‌است.
در سریال نجوا چند ترانه بازخوانی شده‌است: محبوب زیبا اثر طاهر قریشی، ندانستم دریغا و دیدی که رسوا شد دلم

## پیشینه
شاهسواری هشت سال برای نوشتن نجوا صرف کرده‌است اما طرح ساخت این سریال از سال ۱۳۹۳ مطرح و ابتدا قرار بود بیژن میرباقری کارگردانی سریال را به عهده بگیرد اما با به سرانجام نرسیدن آن، سعید شاهسواری در سال ۱۳۹۵ سریال را به داریوش فرهنگ و ابراهیم شیبانی پیشنهاد داد. بعداز چندماه داریوش فرهنگ از پروژه جدا شد و شیبانی به تنهایی کارگردانی سریال را به عهده گرفت. شیبانی که بیشتر به عنوان کارگردان سینما شناخته می‌شود حدود یک سال برای پیش تولید سریال صرف کرد و فیلمبرداری آن یازده ماه به طول کشید.

## خلاصه داستان
در خلاصه رسمی منتشر شده سریال آمده‌است: جلال شایان بعد از فارغ‌التحصیلی از دانشگاه، درکتاب فروشی استادش هرمزی کار می‌کند. تنها فرزند هرمزی دختری است به نام فروغ که مترجم آثار ادبی است. دیدارهایی که به واسطه کار جلال در کتاب فروشی میان او و فروغ اتفاق می‌افتد، منجر به علاقه و تصمیم آنها به ازدواج می‌شود. فروغ به یک زندگی ساده و توأم با عشق راضی است اما جلال سرِ پُر سودایی دارد و…
اما به‌طور خلاصه می‌توان گفت: نجوا روایتگر ماجرایی از دلدادگی یک شاعر به دختر استاد است و تفاوت آرمان‌های دو جوان در این سریال به تصویر کشیده می‌شود و در خلال این عاشقانه آرام، به رزق حلال، یتیم‌نوازی، مفاسد اقتصادی و آسیب‌های اجتماعی پرداخته می‌شود.
به گفته مسعود کرامتی، برای حفظ پیچیدگی قصه‌های درهم تنیده نجوا، بازیگران سریال در حین کار از پایان کار و نتیجه قصه‌ها آگاه نبودند

## بازیگران و نقش‌ها
بیژن میرباقری قصد داشت از مهتاب کرامتی و علی مصفا برای نقش‌های اصلی استفاده کند اما وقتی ابراهیم شیبانی کار را به عهده گرفت از گروه بازیگران تئاتری که اغلب در تلویزیون چهره‌های شناخته شده‌ای نبودند استفاده کرد. نکته جالب توجه دیگر بازی دو کارگردان پیش‌کسوت (محمدعلی نجفی و مسعود کرامتی) در سریال است.
| بازیگر           | نقش            | توضیحات               |
| ---------------- | -------------- | --------------------- |
| سجاد افشاریان    | جلال شایان     |                       |
| مسعود کرامتی     | سلیمی          | وکیل                  |
| نغمه ارجمند      | فروغ هرمزی     | همسر جلال             |
| محمدعلی نجفی     | استاد هرمزی    | پدر فروغ              |
| سوگل خلیق        | لیلا           |                       |
| پوریا رحیمی سام  | سامانی         | شریک جلال             |
| مجید نوروزی      | مهرداد فهیم    | شاگرد سابق جلال       |
| الهام نامی       | نوشین نجم      | دوست فروغ- روانشناس   |
| احمد حامد        | امیرحسین پرهام | مدیر مؤسسه خیریه      |
| محسن بهرامی      | نوید           | پسر ترابی             |
| ایوب آقاخانی     | ساعد یگانه     | همسر سابق نوشین نجم   |
| محمد ساربان      | ترابی          | یکی از صاحبان کارخانه |
| پریسا صبوری نژاد |                | همسر پرهام            |
| محمود نظرعلیان   | آصف کیایی      | اولین صاحب کارخانه    |
| مهدی احمدی       | هاتف           |                       |
| مهدی بجستانی     | شکور           | پادوی خلافکاران       |

### جلال شایان
شیبانی در مصاحبه با ایرنا افشاریان را گزینه نخست خود برای نقش جلال معرفی کرده‌است. انتخاب سجاد افشاریان به عنوان نقش اصلی (جلال شایان) که اگرچه در بسیاری از مراحل داستان حضور فیزیکی ندارد اما حضور او در همه جا کاملاً احساس می‌شود بازتابهای متفاوتی میان اهالی رسانه داشت؛ برخی آن را نقطه قوّت سریال و برخی نقطه ضعف سریال برشمردند و بعضی هم آن را سکوی پرتاب افشاریان دانسته‌اند درمورد شخصیت جلال، عبارت کوتاهی که سجاد افشاریان در عنوان یادداشت خود درمورد سریال نجوا نوشته‌است، جان کلام است: «من متنفّرم از دوم بودن»

### فروغ هرمزی
برخی منتقدین برای نقش فروغ وزن بیشتری نسبت به جلال قائل شده‌اند و معتقدند نجوا یک سریال زن محور است که نقش اصلی آن فروغ است. چرا که فروغ فراز و نشیب‌هایی را طی می‌کند که جلال برای او رقم زده و از ظلمت به روشنایی و رستگاری می‌رسد.
انتخاب نغمه ارجمند برای نقش فروغ پیشنهاد افشاریان بوده‌است و پیش از ایفای این نقش عکاس تئاتر بوده‌است.

### سامانی
سامانی به عنوان شریک جلال که برای به دست آوردن جایگاه او به آب و آتش می‌زند، یکی از متفاوت‌ترین نقش‌های خاکستری تلویزیون است که همذات پنداری گروهی از بینندگان سریال را برانگیخت. پوریا رحیمی سام انتخاب اول کارگردان برای این نقش بوده‌است و این نقش را از بهترین نقش‌هایی که به او پیشنهاد شده‌است می‌داند

## برآیند نقدها
اجماعی در موفق یا ناموفق بودن سریال وجود ندارد؛ برخی نجوا را تحسین کرده‌اند که بدون ابتذال، تهییج احساسات، استفاده ابزاری از دین و قهرمان‌سازی‌های بیهوده، ساده و بی‌آلایش قصه تعریف کرده و برخی به آن تاخته‌اند که کشدار، گنگ، نامفهوم و کسل کننده است اما آنچه تقریباً در تمام نقدها مشترک است ساخت نجوا برای مخاطب خاص است.